# Karl Deschmann
Karl Deschmann, též Dragotin Dežman nebo Karel Dežman (3. ledna 1821 Idrija – 11. března 1889 Lublaň), byl rakouský muzejník a politik z Kraňska, původně se přikláněl k slovinskému národnímu hnutí, později stoupenec německého politického tábora, v 2. polovině 19. století poslanec Říšské rady a starosta Lublaně.

## Biografie
Jeho otec byl soudním aktuárem v Idriji, který zemřel, když byl Karl ještě dítětem. S bratrem a zbytkem rodiny se pak přestěhoval roku 1824 do Lublaně za strýcem, bohatým kupcem. Původně se Karl měl stát sedlákem. Spolu s bratrem studovali v letech 1831–1834 na Rupertinu v Salcburku. Po smrti strýce se vrátil do Lublaně. V letech 1834–1837 zde chodil na gymnázium a pak v letech 1837–1839 na lyceum. Následně studoval medicímu, později právo a přírodní vědy na Vídeňské univerzitě. Po studiích působil jako učitel. V roce 1852 se stal kustodem zemského muzea v Lublani a tuto funkci zastával až do své smrti. Pod vlivem strýce se začal zajímat o slovinské národní hnutí a ve 40. a 50. letech 19. století tvořil literárně ve slovinštině. Během revolučního roku 1848 agitoval proti volbám do Frankfurtského parlamentu. Od konce 50. let 19. století se ovšem rozcházel se slovinským hnutím a začal se přiklánět k německé kultuře a jazyku.
Po obnovení ústavní vlády se zapojil i do politiky. Od roku 1861 byl poslancem Kraňského zemského sněmu. Zemský sněm ho roku 1861 delegoval i do Říšské rady (tehdy ještě volené nepřímo) za Kraňsko (kurie městská, obvod Idrija). K roku 1861 se uvádí jako kustod kraňského muzea, bytem v Lublani. V Říšské radě se přiklonil k německým liberálům (takzvaná Ústavní strana, liberálně a centralisticky orientovaná, odmítající federalistické aspirace neněmeckých etnik) a byl odpůrcem slovinské politické reprezentace. Odmítal slovinské jazykové požadavky ve školství a státoprávní autonomistické snahy Slovinců, vystupoval proti vlivu katolické církve na politiku. Do Říšské rady se vrátil v prvních přímých volbách do Říšské rady roku 1873, nyní za kurii venkovských obcí, obvod Kočevje, Trebnje, Radeče atd. Slib složil 10. listopadu 1873. Ve volbách do Říšské rady roku 1879 ho porazil slovinský kandidát Josef Schneid von Treuenfeld.
Poslancem zemského sněmu byl trvale až do roku 1889, přičemž do roku 1866 za Idriji, pak za velkostatkářskou kurii. V letech 1861–1883 byl členem lublaňské obecní rady, přičemž v letech 1871–1873 byl starostou města.
Publikoval v německém tisku jako Laibacher Tagblatt a Laibacher Wochenblatt. Podílel se na založení kraňského odboru německé školské organizace Deutscher Schulverein.